# Internet Off-Broadway Database
L'Internet Off-Broadway Database, abbreviato in IOBDb, è un database online di informazioni sulle rappresentazioni teatrali e i musical off-Broadway. L'archivio è stato organizzato e sviluppato dalla Lucille Lortel Foundation, organizzazione non profit intitolata all'attrice statunitense Lucille Lortel (1900-1999).
Ai fini della raccolta dei dati l'archivio IOBDb si riferisce a qualsiasi produzione che abbia soddisfatto i seguenti requisiti:
- spettacoli rappresentati nei teatri di Manhattan con una capienza di 100-499 posti;
- spettacoli rappresentati per più di una settimana;
- spettacoli presentati sia alla critica che al pubblico.[1]

Alla data del 29 ottobre 2021 l'IOBDb è costituito da:
- 319 teatri
- 6 804 produzioni
- 53 130 nomi di persone e compagnie
- 163 882 segnalazioni.[1]